# Giáo hoàng đối lập Fêlix II

Giáo hoàng đối lập Felix II

Giáo hoàng đối lập Felix II là được xem như một Giáo hoàng vào năm 355 sau khi Hoàng đế Constantinus II đưa đi lưu đày Giáo hoàng Liberius đang trị vì, để phản đối việc các giám mục từ chối kết án Thánh Athanasius. Giáo hoàng Liberius bị lưu đày đi Bêrea, xứ Thracia. Truyền thống khác cho rằng Liberius bị Constantius lưu đày sang France.
Vào tháng 5 năm 357, những dân thường thế tục ở Rôma, những người vẫn trung thành với Giáo hoàng Liberius, đã đề nghị Constantinus có một chuyến thăm tới Roma và nên triệu hồi Liberius. Hoàng đế đã có một kế hoạch để cả Felix và Liberius cùng cai trị, tuy nhiên khi Liberius quay trở về Felix đã buộc phải từ chức ở Porto, gần Rôma. Sau đó ông đã không thành công để một lần nữa đưa mình quay trở lại Rôma. Ông qua đời ngày 22 tháng 11 năm 365..
Tên của ông sau đó đã bị nhầm lẫn với một người tử đạo ở Rôma cũng có tên là Felix. Kết quả là ông đã được liệt kê vào những danh sách Giáo hoàng với tên là Felix II và được kế tiếp với các Giáo hoàng có cùng tên (Giáo hoàng Felix III và Felix IV) dẫn đến việc đánh số sai như trường hợp của ngụy Giáo hoàng Felix V.
Từ điển bách khoa Công giáo (The Catholic Encyclopedia 1909) đã gọi sự nhầm lẫn này là: "bóp méo sự thật của sự thật" ("distortion of the true facts"), và gợi ý rằng điều này nảy sinh là do Liber Pontificalis, vốn được coi là một tài liệu truyền thống đáng tin cậy vào thời điểm này đã nói rằng Felix đã xây dựng một nhà thờ trên đường Via Aurelia, nơi mà những chứng nhân tử đạo Rôma trước đây đã được chôn cất..
Tuy nhiên, một nguồn gần đây cho rằng Felix đã được biết đến là một người tử vì đạo, ngoại trừ tên của ông, và được chôn cất ở nghĩa trang trên đường Via Portuensis mang tên ông...
The Catholic Encyclopedia nhận xét rằng: "câu chuyện thực về ngụy Giáo hoàng không còn và những gì được ghi về anh ta trong lịch sử của Roma chỉ là những câu chuyện về hạnh các thánh. Giống như sự ghi chép trong Danh lục tử đạo Roman (Roman Martyrology) có đoạn văn bản sau:
| “ | Tại Rome, trên đường Aurelian, Thánh Felix II, giáo hoàng và các bạn tử đạo. Ông đã bị trục xuất khỏi Tòa thánh để bảo vệ đức tin của mình bởi hoàng đế Constantinus – người ủng hộ phái Arian, và đã bị giết hại bởi một thanh gươm bí mật ở Cera trong xứ Tuscany. Ông đã chết một cách vinh quang. Thi hài của ông đã được các giáo sĩ đưa ra khỏi nơi đó và chôn cất trên đường Aurelian. Sau đó, nó đã được di chuyển tới nhà thờ Thánh Cosmas và Damian, nơi mà vào thời gian cai trị của giáo hoàng Gregory XIII đã tìm thấy ở bên dưới bàn thờ thánh tích của các thánh tử đạo: thánh Mark, Marcellian và Tranquillinus. Sau đó đã được đưa trở lại cùng một vị trí vào ngày 31 tháng 7. Trong cùng một bàn thờ cũng tìm thấy thánh tích của các thánh tử đạo Abundius, một linh mục và Abundantius, một trợ tế. Những thánh tích sau đó đã được di chuyển tới nhà thờ Thánh tâm chúa Giêsu (Society of Jesus) vào đêm trước ngày Lễ thánh bổn mạng của họ. | ” |

Chính điều này đã làm cơ sở cho Catholic Encyclopedia gọi những truyền thuyết ra đời sau là sự nhầm lẫn về mối quan hệ giữa Felix và Liberius. Các phiên bản gần đây của Danh lục tử đạo Roma đã có sự thay đổi:
Tại Rôma, một sự kiện quan trọng thứ ba trên đường Via Portuensis, trong nghĩa trang dành riêng cho mình, thánh Felix tử vì đạo.
Ngày lễ bổn mạng kính thánh Felix trong Danh lục tử đạo Rôma là ngày 29 tháng 7.. (Martyrologium Romanum, Libreria Editrice Vaticana, 2001 ISBN 88-209-7210-7). Ngụy Giáo hoàng Felix qua đời, như đã trình bày ở trên vào ngày 22 tháng 11 và cái chết của ông không phải chịu tử vì đạo,, Ông đã qua đời trong thời gian cai trị hòa bình của hoàng đế Constantine kéo dài trong nửa thế kỷ.
Cũng như Danh lục tử vì đạo Rôma, sách lễ Rôma cũng xác định ngày lễ thánh Felix là ngày 29 tháng 7 như một ngụy Giáo hoàng. Điều này vẫn còn được tìm thấy trong bản in điển hình năm 1920,, tuy nhiên điều này đã không xuất hiện trong bản in năm 1962..